# Port lotniczy Wielka Bahama
Port lotniczy Wielka Bahama – port lotniczy zlokalizowany w mieście Freeport, na wyspie Wielka Bahama (Bahamy).

## Linie lotnicze i połączenia
- American Eagle (Miami)
- Bahamasair (Fort Lauderdale, Nassau)
- Bimini Island Air (Fort Lauderdale, West Palm Beach)
- Blue Panorama Airlines (Mediolan-Malpensa)
- Continental Connection obsługiwane przez Gulfstream International Airlines (Fort Lauderdale, Orlando, West Palm Beach)
- Delta Connection obsługiwane przez Atlantic Southeast Airlines (Atlanta)
- SkyKing (Providenciales)
- Spirit Airlines (Fort Lauderdale)
- US Airways (Charlotte, Nowy Jork-LaGuardia, Filadelfia)